# De Dion-Bouton Type G
La Type G era un'autovettura prodotta dal 1900 al 1902 dalla Casa automobilistica francese De Dion-Bouton.

## Storia e profilo

### Caratteristiche

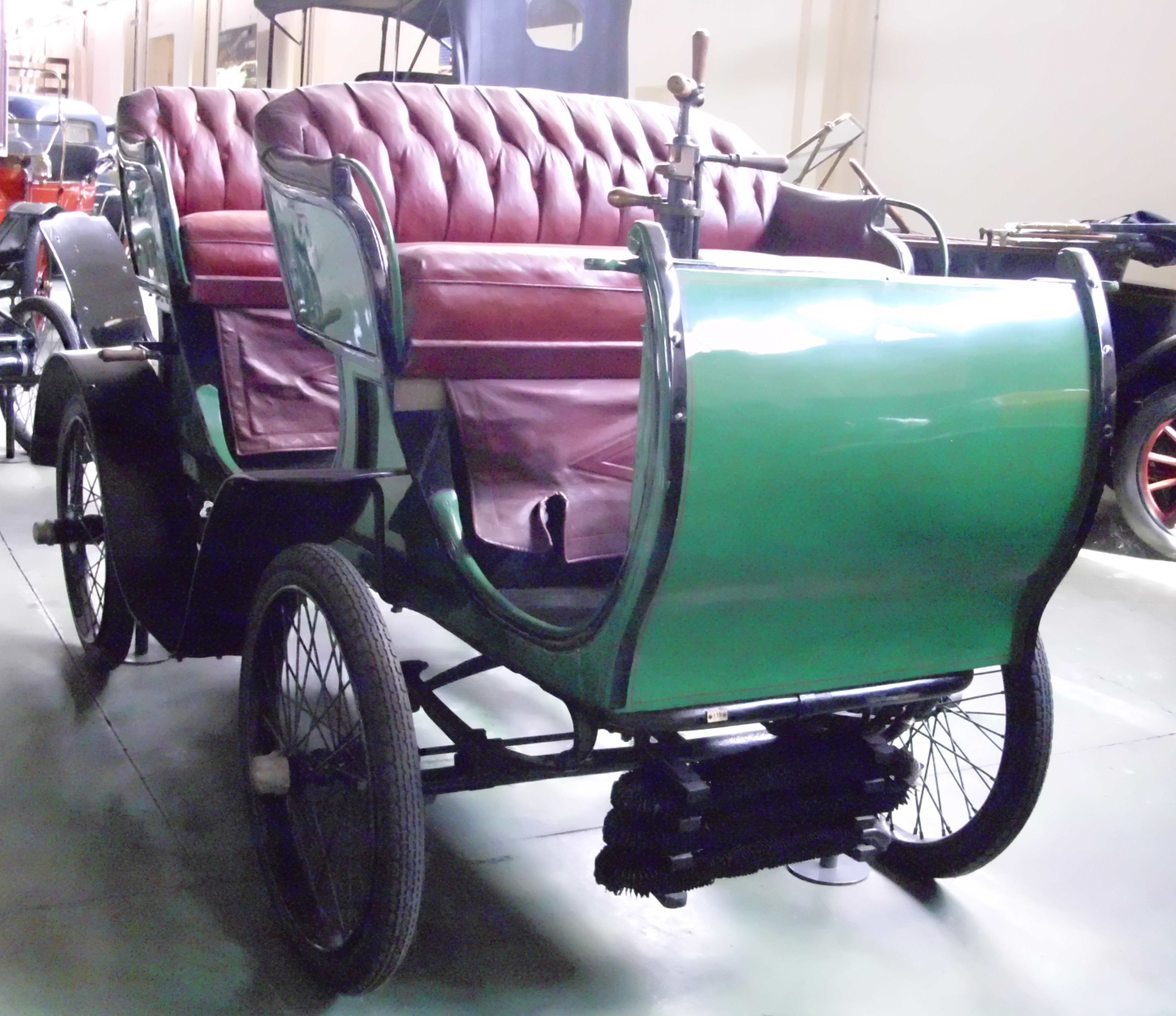
De Dion-Bouton Type G double phaeton

Questo modello venne introdotto nel novembre del 1900 in sostituzione della Type E. Se quest'ultima si propose come variante economica dell'ancor precedente Type D, la Type G si pose invece al vertice di questo gruppo di modelli, essendo più ricca nella dotazione. Ferme restando alcune caratteristiche di base, come ad esempio il motore montato posteriormente, la trazione posteriore, il radiatore montato anteriormente a sbalzo e il cambio a 2 marce. Le differenze principali stavano principalmente nel motore, sempre monocilindrico, ma dalla cilindrata di 499 cm3 data dalle misure di alesaggio e corsa pari a 84 x 90 mm. La potenza massima era pari a 4,5 CV. Il freno era agente solo sul differenziale, quest'ultima una caratteristica in comune solo con la Type E (nella Type D era presente un secondo freno agente anche sull'albero di trasmissione). Inoltre, mentre nella Type D erano disponibili a richiesta il ponte De Dion sul retrotreno e nella Type E questa opzione non era contemplata neppure a pagamento, nella Type G il ponte De Dion era invece previsto di serie. 

### Evoluzione del modello
La carriera commerciale della Type G si articolò in due fasi: la prima vide la produzione e la vendita del modello così come descritto nel paragrafo precedente: la vettura venne proposta con carrozzeria vis-à-vis, tonneau, double phaeton e persino come piccolo veicolo per consegne merci. Nel 1901 vi fu un aggiornamento tecnico di dettaglio che comportò l'adozione di valvole maggiorate (da 34 a 38 mm di diametro), mentre la bulloneria divenne di forma cilindrica anziché esagonale. Questo lievissimo aggiornamento venne interpretato da alcuni storici dell'automobile come significativo a tal punto che essi suddivisero la produzione di questo modello in Type G1 (quella pre-aggiornamento) e Type G2 (quella successiva all'aggiornamento del 1901). La produzione della Type G cessò nell'aprile del 1902: in totale vennero prodotti 1.415 esemplari di questo modello.